# Cahenova konstanta
Cahenova konstánta [caénova ~] je v matematiki konstanta definirana kot vsota alternirajoče neskončne vrste enotskih ulomkov, katerih imenovalci so zaporedni členi Sylvestrovega zaporedja zmanjšani za 1 (OEIS A118227):
{\displaystyle C=\sum _{k=0}^{\infty }{\frac {(-1)^{k}}{a_{k}-1}}={\frac {1}{1}}-{\frac {1}{2}}+{\frac {1}{6}}-{\frac {1}{42}}+{\frac {1}{1806}}-{\frac {1}{3263442}}+{\frac {1}{10650056950806}}-\cdots =0,643410546288\ldots \!\,.}
Prvi člen vrste je pri tem določen po dogovoru kot {\displaystyle a_{0}=1/1\,}. Da vrsta konvergira, se lahko neposredno ugotovi z Leibnizevim kriterijem za alternirajoče vrste. Če se obravnava te ulomke paroma, se lahko na Cahenovo konstanto gleda kot na vsoto vrste pozitivnih enotskih ulomkov, katerih imenovalci so sodi členi Sylvestrovega zaporedja. Ta vrsta za Cahenovo konstanto tvori njegov požrešni egipčanski razvoj:
{\displaystyle C=\sum _{k=0}^{\infty }{\frac {1}{a_{2k}}}={\frac {1}{2}}+{\frac {1}{7}}+{\frac {1}{1807}}+{\frac {1}{10650056950807}}+\cdots \!\,.}
Konstanta se imenuje po francoskem matematiku Eugèneu Cahenu (1865–po 1923) (znanem tudi po Cahen-Mellinovemu integralu), ki je prvi formuliral in raziskoval njeno vrsto.
Cahen je leta 1861 na elementarni način dokazal, da je konstanta iracionalno število. J. Les Davison in Jeffrey Shallit sta leta 1991 dokazala, da je Cahenova konstanta transcendentno število. Je ena od redkih naravno pojavljajočih se transcendentnih števil, za katero se pozna polni razvoj njenega neskončnega verižnega ulomka. Če se tvori zaporedje (OEIS A006279):
1, 1, 2, 3, 14, 129, 25298, 420984147, ...,
določeno rekurenčno:
{\displaystyle q_{0}=q_{1}=1,\qquad q_{n+2}=q_{n}^{2}q_{n+1}+q_{n},\qquad n\geq 0\!\,,}
je verižni ulomek Cahenove konstante enak (OEIS A006280):
{\displaystyle {\begin{aligned}{[0;1,q_{0}^{2},q_{1}^{2},q_{2}^{2},\ldots ]}&=[0;1,1,1,4,9,196,16641\ldots ]\\&\equiv 0+{\cfrac {1}{1+{\cfrac {1}{1+{\cfrac {1}{1+{\cfrac {1}{4+{\cfrac {1}{9+{\cfrac {1}{196+{\cfrac {1}{16641+\,\cdots }}}}}}}}}}}}}}\!\,.\end{aligned}}}
Njegovi delni količniki naraščajo dvojno eksponentno in so vsi kvadrati. Verižni ulomek spada v širši razred verižnih ulomkov, ki imajo določeno »samopodobno« strukturo in so transcendentni. 